# Harald Skora
Harald Bernhard August Skora, född 29 juni 1931 i Hamburg i Tyskland, död 25 februari 2008 i Nürnberg, Tyskland, var en tysk-svensk metafysiker, vaxdocksskulptör och innehavare av Dr Skoras vaxkabinett i Voxnabruk och senare i Huskvarna.
Harald Skora var en tysk metafysiker som på 1950-talet kom till Sverige. På Voxna herrgård i Hälsingland, som Skora arrenderade från 1966 och köpte 1972, grundade han Dr Skoras vaxkabinett i vilken han visade sina egenhändigt skulpterade vaxdockor. 1983 flyttade han till Huskvarna i Småland där han fortsatte det för Sverige unika arbetet.
I Huskvarna drev han under tio år Dr Skoras vaxkabinett, som sedan försattes i konkurs. De hundratalet dockorna föreställande allt från Luciano Pavarotti och Jussi Björling till Lill-Babs, Björn Borg och Carola Häggkvist köptes upp av Stig "Pigge" Werkelin från Gotland, och flyttades till Eurostop i Jönköping. Harald Skora fortsatte undervisa elva elever i konstformen fram till 1996, då vaxkabinettet slogs igen.
Harald Skora var 1951–1955 gift med Jenny Auguste Skora (född 1929) och 1955–2007 med Lilly Brunzell (född 1927). Sina sista år tillbringade han utomlands, han avled 2008 och begravdes i Hamburg. Sedan 2020 visas Skoras vaxkabinett på nytt på Voxna herrgård då den nye ägaren till herrgården köpt tillbaks vaxdockorna som sedan många år legat nedpackade på Gotland. Ett urval av vaxdockorna visas.